# Jean-Marc Gonzales
 (décembre 2022).
Si vous disposez d'ouvrages ou d'articles de référence ou si vous connaissez des sites web de qualité traitant du thème abordé ici, merci de compléter l'article en donnant les références utiles à sa vérifiabilité et en les liant à la section « Notes et références ».
Pas d'image ? Cliquez ici

a Compétitions nationales et continentales officielles uniquement.

b Matchs officiels uniquement.
Jean-Marc Gonzales, né le 1er octobre 1955, est un joueur de rugby à XIII et de rugby à XV dans les années 1970 et 1980.
Joueur de rugby à XIII au poste d'ailier, il joue pour le XIII Limouxin à la fin des années 1970 et fort de ses performances en club il est sélectionné à de nombreuses reprises en équipe de France entre 1979 et 1980 disputant la Coupe d'Europe des nations en 1979 et 1980.
En 1981, son départ du rugby à XIII pour le rugby à XV succède à celui de Jean-Marc Bourret ce qui créé une crise et l'établissement d'un nouveau protocole entre les deux Fédérations françaises de rugby. Ce départ s'effectue en cours de saison du XIII Limouxin pour rejoindre le club quinziste de l'US Carcassonne.

## Palmarès

### Détails en sélection
| 1. | 4 février 1979  | Pays de Galles            | 15-8 | Coupe d'Europe | Ailier | 3  | 1 | - | - |
| 2. | 28 octobre 1979 | Papouasie-Nouvelle-Guinée | 15-2 | Test-match     | Ailier | -  | - | - | - |
| 3. | 26 janvier 1980 | Pays de Galles            | 21-7 | Coupe d'Europe | Ailier | 11 | 1 | 4 | - |
| 4. | 16 mars 1980    | Angleterre                | 2-4  | Coupe d'Europe | Ailier | -  | - | - | - |